# Рыбкин, Александр Викторович
Алекса́ндр Ви́кторович Ры́бкин (3 февраля 1962 г.) — советский, российский композитор, музыкант.

## Биография
Александр Рыбкин — композитор, музыкант, наиболее популярный в конце 80-х — начале 90-х годов (в начале собственной карьеры в середине 80-х он успел поработать с Сергеем Сарычевым), исполнитель собственных сочинений.
Александр Викторович Рыбкин начал свою карьеру в начале 80-х годов в качестве бас-гитариста известного в то время ВИА «Лейся, песня», где играл в одном составе с такими известными в будущем музыкантами, как Николай Расторгуев, Валерий Кипелов, Сергей Черняков. Когда в 1985 году «Лейся, песня» была расформирована за несдачу государственной программы, Рыбкин перебрался в волгоградскую команду «Альфа», образованную «широко известным в узких кругах» Сергеем Сарычевым. По информации из разных источников, после концерта упомянутой группы в Челябинске в 1987 году многие участники по некоторым причинам покинули группу. 

### Творчество
Зачастую, его творчество становилось хитами 90-х, но спетыми другими, популярными в то время исполнителями: «Танцы на воде», «Река в небо», «Стеклянное сердце», «Кавалер» (исп. В. Усланов), «Жёлтая дорога», «Плывущее кафе», «Будь со мной» (исп. О. Кормухина), «Поцелуй под водой» (исп. О. Стельмах) и др. 

Два первых его альбома: «Там за холмом» (1988) с группой «Капитан», в соавторах указана группа «Капитан»; и «Талисман» (1989) с группой «Рандеву» по концепции весьма созвучны друг другу, они несут в себе «хулиганский задор», как композитора, так и автора текстов, — начинающего и стремительно набирающего популярность в те годы поэта Александра Шаганова.

Две их совместных работы: «Алая заря» и «Хулиган», чуть позднее, с прежним текстом, но уже с музыкой И. Матвиенко появятся в репертуаре группы «Любэ», и уже в этой вариации станут более популярными и привычными для слуха. Но, несмотря на это, всё же именно Рыбкин был «первооткрывателем» этих тем. Стиль этой музыки можно подвести под определение некоего суррогата мелодичного хард-рока с «попсовым», но вполне сносным налётом «совкового» эксперимента над «новой волной». 

Многие песни из первых двух альбомов Рыбкина чуть позже (в 1990 году) с успехом исполнил певец Вадим Усланов («Танцы на воде», «Леди-зима», «Кавалер» и др.). Но случилось так, что альбом Усланова задержался с выходом на целых 6 лет из-за неких судебных тяжб;  поэтому, «документальное подтверждение» песни на музыку Рыбкина в исполнении Усланова получили лишь в 1996 году, — в альбоме «Танцы на воде».

В своём третьем альбоме «Река в небо» (1990), Рыбкин «утяжеляет» звучание с упором на гитару (по сравнению с его прежними работами, где преобладали, в основном, клавишные). Появляются первые баллады, подчёркивающие в творчестве Александра некоторую лирическую особенность. 

Совместной деятельностью он теперь занимается уже с другим поэтом-песенником, Кареном Кавалеряном. Как раз в это время их песни звучат в исполнении других артистов. 

Следующий альбом «Бриллиантовый дым» выходит в 1992 году. Здесь А. Рыбкин, как и в последующих двух: «У меня есть план» (1994) и «Пройду один мимо сельсовета» (1995), как бы «оглядывается» назад, на прежний свой музыкальный стиль эдакого «удалого деревенского  паренька». Новые работы у него получаются вполне интересными и запоминающимися; плюс ко всему, — некоторые старые вещи также хорошо звучат в обновлённых аранжировках. Также был снят клип на песню «У меня есть план», который крутился по коммерческим каналам обновленного российского телевидения.

В середине 90-х Александр Рыбкин больше не писал собственных альбомов, но сотрудничал некоторое время с певицей Татьяной Анциферовой. Плодом их совместных творческих усилий становится альбом «Всё хорошо» (1997). 

На этом след Александра на просторах шоу-бизнеса на длительное время затерялся.

Вновь появился на публике Александр Рыбкин в 2007 году: он появился на кастинге в телепередаче «Ты —  суперстар». Александр начал петь песню «Танцы на воде», но под ироничные комментарии ведущего.

Чем занимается Рыбкин в настоящее время  - неизвестно. По неподтверждённой информации, Александр Викторович является автором песен вокально-танцевального коллектива из Москвы под названием «$очи».

#### Альбомы
- 1988 — «Там, за холмом»
  - Сон
  - Сказка
  - Саня
  - Я буду ждать
  - Волга-река
  - Хулиган
  - На другой улице
  - Замок
  - Ибрагим
  - За холмом
  - Пройду один мимо сельсовета
  - Я дойду
- 1989 — «Талисман»
- Пока тебе так мало лет
- Талисман
- Экспорт иллюзий
- Алая заря
- Кавалер
- Девочка в платье из ветра
- Леди Зима
- Снежный год
- Станция «Лихая»
- Давай
- 1990 — «Река в небо»** Русский парень
  - Замок из дождя
  - Алиса-лиса
  - Жёлтая дорога
  - Ты прошла по ступеням
  - Танцы на воде
  - Ты не ходи
  - Горький сон
  - Посмотри в последний раз
  - Россиянки
  - Река в небо
- 1992 — «Бриллиантовый дым»
- 1994 — «У меня есть план»
  - У меня есть план
  - Замок не песке
  - Танцы на воде
  - Снеговики
  - Неприличный гражданин
  - Мне хотелось бы знать
  - Станция Лихая
  - Я вернусь за тобой
  - Золотая дорога
  - Доверься мне
  - Ворота в собор
  - Там у трех дорог
- 1995 — «Пройду один мимо сельсовета»
  - Белая усадьба
  - Бриллиантовый дым
  - Иволга
  - Кавалер
  - Не строй мне глазки
  - Перекрёсточки
  - Подмосковные вечера
  - Постовой
  - Пройду один мимо сельсовета
  - Не строй мне глазки
  - Станция Лихая
  - Танцы на воде
  - Тёплый вечер
  - Вот и всё
  - Я хочу быть с тобой